# Saint-Folquin
Saint-Folquin är en kommun i departementet Pas-de-Calais i regionen Hauts-de-France i norra Frankrike. Kommunen ligger i kantonen Audruicq som tillhör arrondissementet Saint-Omer. År 2022 hade Saint-Folquin 2 339 invånare.

## Befolkningsutveckling
Antalet invånare i kommunen Saint-Folquin
| Referens: INSEE |